# Hója
A Hója (románul: Pădurea Hoia) hegygerinc és erdő Kolozsváron, a Törökvágástól nyugatra. A Natura 2000 hálózat része.

## Fekvése
A Hója-erdő kiterjedése megközelítőleg 295 hektár, legmagasabb pontja 506 méter. Déli, Kis-Szamosra lejtő oldala meredekebb, míg északi, Nádas felé lejtő oldala lankásabb. Keleten a Törökvágás választja el a Fellegvártól, nyugaton pedig a Csigadomb követi a Szamos-Nádas vízválasztó részeként. Északkeleti részén található a Bácsi-torok. 

## Nevének eredete
Neve először 1564-ben bukkant fel. Tulogdy János szerint szláv eredetű, jelentése bekerített lólegelő. Janitsek Jenő szlavista, helynévkutató szerint azonban e név a szóba jöhető ukránból vagy délszlávból sem magyarázható. Egyedül az ukrán hvoja jöhetne számba magyarázatként, viszont annak jelentése fenyves, a kolozsvári erdő viszont tölgyes. Asztalos Lajos szerint a német Heu és a holland hooi (mindkettő jelentése széna)  majdnem azonos a Hója névvel, így elképzelhető, hogy a szászok betelepülésekor még legelőként használt domboldal neve innen származik, s a megnevezés a későbbiekben kiterjedt az egész erdőre és gerincre.

## Látnivalók
A Hója domboldalának egy kimagasló pontjára a 18. század végén állították fel szőlősgazdák védőszentjének, Szent Donátnak a szobrát. A szobrot az 1970-es évek elején román diákok ledöntötték, ekkor letört a feje. Id. Starmüller Géza megszervezte a helyreállítást, fia, ifj. Starmüller Géza pedig új fejet faragott a szobornak. Az 1990-es években a telek tulajdonosa bekerítette a szobrot, így azután sokáig nem volt megtekinthető szabadon. 2014 decemberében a restaurált szobrot a Néprajzi Múzeum Hója-tetői szabadtéri részlegének (ún. falumúzeum) területén helyezték el.
A Törökvágás mentén áll a Romulus Vuia Néprajzi Park a város által a Néprajzi Múzeumnak ajándékozott 130 holdnyi területen. A Romulus Vuia néprajzkutató tervei alapján kialakított skanzenben Avram Iancu egykori havasi háza is megtekinthető. A néprajzi park szomszédságában szabadtéri események rendezésére alkalmas nyílt tér található. A városi ifjúság már a 19. század végétől majálisokat tartott itt. 1928-ban épült fel az EKE Gaudeamus néven ismert turistaháza és vendéglője, majd 1942-ben a síugró sánc. A második világháború után mindkettő elpusztult. 

## Paranormális jelenségek

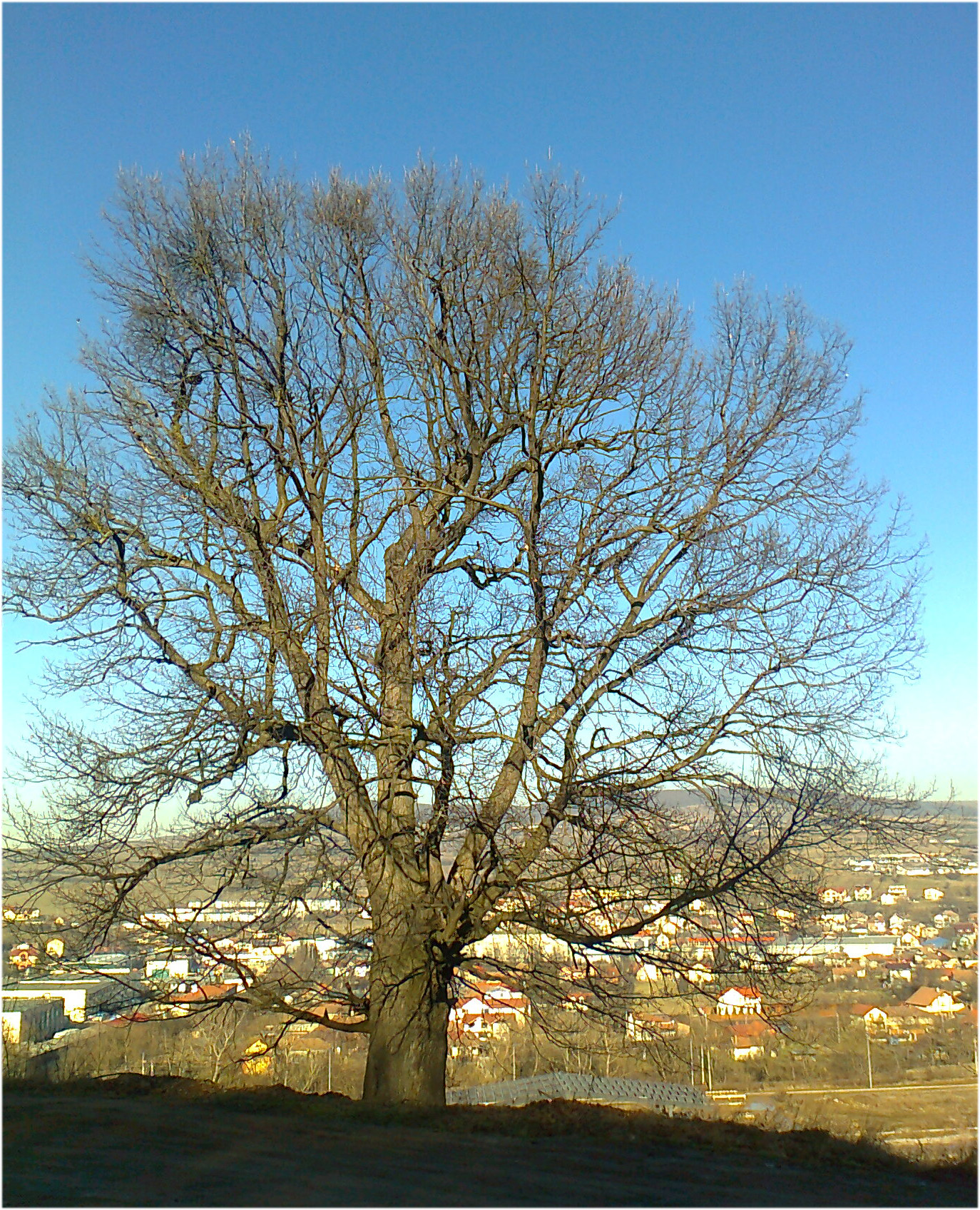
Szokatlanul enyhe tél a Hójában (2014. december)

A Hója-erdő nevezetességét az itt dokumentált állítólagos paranormális jelenségeknek is köszönheti. 1968-ban például egy kolozsvári amatőr fényképész, Emil Barnea egy UFO-t örökített meg. A RUFOR című romániai folyóirat 1994-ben, első évfolyamának 7. számában két oldalon írt a Bácsi-torok környékéről Bácsi-erdő (Pădurea Baciu) néven: bemutatta a terület geológiai felépítését, az itt előkerült neolit település (Gura baciului) régészeti leleteit, továbbá 10, a környéken megfigyelt UFO-jelenséget megörökítő fényképet is közölt. 1995-ben jelent meg Adrian Pătruț Fenomenele din pădurea Hoia-Baciu című könyve, amelyben saját, fényképezőgéppel, iránytűvel, infravörös érzékelővel és Geiger–Müller-számlálóval végzett kutatásairól és azok eredményeiről írt; főleg bioplazmatikus jelenségeket tanulmányozott, például a nagy számban található „mutáns” fákat.